# Сорока (Глодянский район)
Сорока (рум. Soroca) — село в Глодянском районе Молдавии. Наряду с селом Яблоана входит в состав коммуны Яблоана.

## География
Село расположено на высоте 175 метров над уровнем моря.

## Население
По данным переписи населения 2004 года, в селе Сорока проживает 107 человек (49 мужчин, 58 женщин).
Этнический состав села:
| Национальность | Число жителей | Процентный состав |
| -------------- | ------------- | ----------------- |
| украинцы       | 94            | 87.85             |
| молдаване      | 10            | 9.35              |
| русские        | 2             | 1.87              |
| прочие         | 1             | 0.93              |
| Всего          | 107           | 100%              |